# نوكيا لوميا 1020
نوكيا لوميا 1020 هو هاتف ذكي من إنتاج شركة نوكيا تم الكشف عنه لأول مرة في 11 يوليو 2013 في نيويورك. يعمل الهاتف بنظام ويندوز فون 8 ولكنه مجهز للعمل بنظام ويندوز فون 8.1 أيضاً. يحتوي الجهاز على تقنية التصوير PureView حيث يتم استخدام المستشعر الكبير في تجميع البكسل لإكساب الصور جودة عالية، وللحصول على أداء مدهش في الإضاءة الخافتة.